# Al Molinaro
Albert Francis "Al" Molinaro, geboren als Umberto Francesco Molinaro (Kenosha, 24 juni 1919 – Glendale, 30 oktober 2015), was een Amerikaans acteur.

## Levensloop en carrière
De ouders van Molinaro waren Italiaanse migranten. Hij verhuisde in de jaren 50 naar Hollywood. Op de film Freaky Friday na speelde Molinaro vooral in series. Hij speelde gastrolletjes in onder meer Green Acres, Punky Brewster en Bewitched. Hij kreeg in 1969 een rol in Get Smart. 
Molinaro speelde een hoofdrol in de serie The Odd Couple (1970-1975). Zijn grootste bekendheid kreeg hij door de rol van Al Delvecchio, de eigenaar van drive-in-restaurant Arnolds in de Amerikaanse sitcom Happy Days (1976-1982). Zijn laatste rol was een kleine rol in Step by Step in 1992. Tot 2002 was Molinaro nog te zien en te horen in tv-commercials van diepvriesmaaltijden.
Al Molinaro overleed in 2015 op 96-jarige leeftijd.
- Library of Congress Control Number: no2016112767
- Virtual International Authority File: 1718147270544335700004
- WorldCat: E39PBJrrqHMvTM8CMqB4XkHBfq